# Synodontis depauwi
Synodontis depauwi és una espècie de peix de la família dels mochòkids i de l'ordre dels siluriformes que es troba a Àfrica: conca del riu Congo. Els mascles poden assolir els 24 cm de llargària total.